# Aenigmina aenea
Aenigmina aenea is een vlinder uit de familie wespvlinders (Sesiidae), onderfamilie Sesiinae.
Aenigmina aenea is voor het eerst wetenschappelijk beschreven door Le Cerf in 1912. De soort komt voor in het Afrotropisch gebied.